# 하쿠센정
하쿠센정(伯仙町)은 돗토리현 사이하쿠군에 있던 정이다. 현재의 요나고시의 일부에 해당한다.

## 역사
- 1957년 1월 1일 - 아가타촌, 오타카촌이 합병해 하쿠센정이 성립하였다.
- 1956년 7월 10일 - 요나고시에 편입해 폐지되었다.

## 참고문헌
- 『角川日本地名大辞典 31鳥取県』 1982年 600頁
- 『市町村名変遷辞典』東京堂出版、1990年。